# IC 1103
IC 1103 ist eine elliptische Galaxie vom Hubble-Typ E im Sternbild Schlange am Nordsternhimmel. Sie ist schätzungsweise 1075 Millionen Lichtjahre von der Milchstraße entfernt.
Das Objekt wurde am 20. Juli 1892 von Stéphane Javelle entdeckt.